# Bettina Hoppe
Bettina Hoppe (* 21. Mai 1974 in Nairobi, Kenia) ist eine deutsche Schauspielerin.

## Leben
Bettina Hoppe erhielt ihre Schauspielausbildung 1996 bis 2000 an der Universität der Künste Berlin. Nach dem Studium war sie am Deutschen Theater Berlin (2000–2001) und am Maxim-Gorki-Theater (2001–2006) engagiert. Von 2006 bis 2009 war sie festes Ensemblemitglied an der Schaubühne Berlin, von 2009 bis 2014 am Schauspiel Frankfurt an, seit 2017 am Berliner Ensemble. Für ihre Darstellung der Cäcilie in Goethes Stella wurde sie 2011 bei den Hessischen Theatertagen als beste Darstellerin ausgezeichnet sowie für den Theaterpreis Der Faust nominiert. Ihre Interpretation der Spelunken-Jenny in Bertolt Brechts Dreigroschenoper bezeichnete die New York Times als »die Seele der Show, schwermütig und bittersüß gesungen von Bettina Hoppe«.
Bettina Hoppe lebt mit ihrer Partnerin, der Schriftstellerin Judith Schalansky, und der gemeinsamen Tochter in Berlin.
Im Februar 2021 war Hoppe Teil der Initiative #ActOut im SZ-Magazin, zusammen mit 184 anderen lesbischen, schwulen, bisexuellen, queeren, intergeschlechtlichen und transgender Personen aus dem Bereich der darstellenden Künste.

## Theaterrollen (Auszug)
- 2000: Sylvia in Aminta von Torquato Tasso, Regie: François Pesenti, Deutsches Theater Berlin
- 2002: Margarit Ida Helena Annabelle in Doctor Faustus lights the lights von Gertrude Stein, Regie: Michael Simon, Maxim-Gorki-Theater, Berlin
- 2002: Clair in Handel mit Clair von Martin Crimp, Regie: Susanne-Marie Wrage, Maxim-Gorki-Theater, Berlin
- 2004: Kohlhaas in KOHLHAASKOMPLEX0.4 nach Michael Kohlhaas von Heinrich von Kleist, Regie: Ulf Otto, Sophiensaele, Berlin
- 2004: diverse Rollen in Die Bibel 1–5 / Bible Factory, Regie: Bruno Cathomas, Maxim-Gorki-Theater, Berlin
- 2005: Oscar Wilde in Oscar Wilde. Ein Rausch. Regie: Bruno Cathomas, Maxim-Gorki-Theater, Berlin
- 2006: Titania in Ein Sommernachtstraum frei nach William Shakespeare. Regie/Choreographie: Thomas Ostermeier und Constanza Macras, Schaubühne Berlin
- 2006: Swetlana in Liebe ist nur eine Möglichkeit von Christoph Nußbaumeder, Regie: Thomas Ostermeier, Schaubühne Berlin
- 2007: Mae in Die Katze auf dem heißen Blechdach von Tennessee Williams Regie: Thomas Ostermeier, Schaubühne Berlin
- 2008: Clair in DIE STADT und DER SCHNITT von Martin Crimp und Mark Ravenhill, Regie: Thomas Ostermeier, Schaubühne, Berlin
- 2009: Dienerin der Iokaste / Ismene in Ödipus/Antigone von Sophokles, Regie: Michael Thalheimer, Schauspiel Frankfurt
- 2010: Wilhelm Meister in Wilhelm Meister – eine theatralische Sendung, Regie: Ulrich Rasche, Schauspiel Frankfurt
- 2010: Titelrolle in Die Frau, die gegen Türen rannte (Monolog) von Roddy Doyle, Regie: Oliver Reese, Schauspiel Frankfurt
- 2010: Beatrice in Der Diener zweier Herren von Carlo Goldoni, Regie: Oliver Reese, Schauspiel Frankfurt
- 2011: Frau Sommer in Stella von Johann Wolfgang von Goethe, Regie: Andreas Kriegenburg, Schauspiel Frankfurt
- 2011: Titania in Ein Sommernachtstraum von William Shakespeare, Regie: Markus Bothe, Schauspiel Frankfurt
- 2011: Hamlet in Hamlet. Prinz von Dänemark, Regie: Oliver Reese, Schauspiel Frankfurt
- 2012: FaustIn in FaustIn and out, Regie: Julia von Sell, Schauspiel Frankfurt
- 2012: Chor der korinthischen Frauen in Medea von Euripides, Regie: Michael Thalheimer, Schauspiel Frankfurt und Berliner Ensemble
- 2012: Margarita in Der Meister und Margarita von Michail Bulgakow, Regie: Markus Bothe, Schauspiel Frankfurt
- 2013: Arkadina in Die Möwe von Anton Tschechow, Regie: Andreas Kriegenburg, Schauspiel Frankfurt
- 2014: Nora in Nora oder Ein Puppenheim von Henrik Ibsen, Regie: Michael Thalheimer, Schauspiel Frankfurt
- 2015: Marthe Rull in Der zerbrochne Krug von Heinrich von Kleist, Regie: Oliver Reese, Schauspiel Frankfurt
- 2015: Staatsanwältin Nelson in Terror (Uraufführung) von Ferdinand von Schirach, Regie: Oliver Reese, Schauspiel Frankfurt
- 2016: Antigone in Sieben gegen Theben/Antigone von Aischylos/Sophokles, Regie: Ulrich Rasche, Schauspiel Frankfurt
- 2017: Ivy Weston in Eine Familie von Tracy Letts, Regie: Oliver Reese, Schauspiel Frankfurt und Berliner Ensemble
- 2017: Mary Page Marlowe in Eine Frau – Mary Page Marlowe von Tracy Letts, Regie: David Bösch, Berliner Ensemble
- 2018: Benjamin in Panikherz von Benjamin von Stuckrad-Barre, Regie: Oliver Reese, Berliner Ensemble
- 2018: Maria in Phantom von Dieudonnée Niangouna, Regie: Dieudonnée Niangouna, Berliner Ensemble
- 2018: Frau in Auf der Straße von Karen Breece und Ensemble, Regie: Karen Breece, Berliner Ensemble
- 2019: Cosmo in Galileo Galilei nach Bertolt Brecht, Regie: Frank Castorf, Berliner Ensemble
- 2019: Berta in Der letzte Gast von Árpad Schilling und Éva Zabezsinszkij, Regie: Árpad Schilling, Berliner Ensemble
- 2020: Keller, Mitglied des Ethikrates in Gott von Ferdinand von Schirach, Regie: Oliver Reese, Berliner Ensemble
- 2021: Die Spelunken-Jenny in der Dreigroschenoper von Bertolt Brecht, Regie: Barrie Kosky, Berliner Ensemble
- 2021: Jelinek in Schwarzwasser von Elfriede Jelinek, Regie: Christina Tscharyiski, Berliner Ensemble
- 2021: Frau Proctor in Hexenjagd von Arthur Miller, Regie: Mateja Koležnik, Berliner Ensemble

## Filmografie (Auswahl)
- 2001: Doppelter Einsatz (Fernsehreihe, Regie: Hans Schönherr)
- 2002: Baader (Kinofilm, Regie: Christopher Roth)
- 2006: Edwin Brienen’s Hysteria
- 2007: Kirschrot (Kurzfilm, Regie: Lena Knauss)
- 2007: Der Dicke – Schlafende Hunde (Fernsehserie, Regie: Josh Broeker)
- 2008: Mogadischu (Kinofilm, Regie: Roland Suso Richter)
- 2009: Die Freundin der Tochter (Fernsehfilm, Regie: Josh Broecker)
- 2010: SOKO Wismar – Brenners Frau (Fernsehserie, Regie: Peter Altmann)
- 2011: Der Staatsanwalt – Mordswut (Fernsehserie, Regie: Boris Keidies)
- 2011: Tatort: Das Dorf (Fernsehreihe, Regie: Justus von Dohnányi)
- 2013: Der Fall Harry Wörz (Fernsehfilm, Regie: Till Endemann)
- 2014: Tatort: Zirkuskind (Fernsehreihe, Regie: Till Endemann)
- 2015: Die Lügen der Sieger (Kinofilm, Regie: Christoph Hochhäusler)
- 2015: Öl – Die Wahrheit über den Untergang der DDR (Fernsehfilm, Regie: Niki Stein)
- 2015: Tatort: Hinter dem Spiegel (Fernsehreihe, Regie: Sebastian Marka)
- 2016: SOKO Köln – Vier Freundinnen und ein Todesfall (Fernsehserie, Regie: Florian Schott)
- 2017: Das schweigende Klassenzimmer (Kinofilm, Regie: Lars Kraume)
- 2018: Die Protokollantin (Fernsehreihe, Regie: Nina Grosse, Samira Radsi)
- 2019: Letzte Spur Berlin – Freigang (Fernsehreihe, Regie: Peter Ladkani)
- 2020: Isi & Ossi (Netflix-Film)
- 2020: Der Barcelona-Krimi – Blutiger Beton
- 2020: Tatort: Ein paar Worte nach Mitternacht
- 2021: Tatort: Wo ist Mike?
- 2021: Eldorado KaDeWe – Jetzt ist unsere Zeit
- 2024: Ein starkes Team: Und vergib ihnen ihre Schuld
- 2024: Praxis mit Meerblick – Die Kämpferin
- 2024: Dr. Nice – Süße Lügen
- 2025: Dr. Nice – Flammende Herzen

## Hörspiele (Auswahl)
- 2004: Diamantstraße 23, Regie: Michael Stauffer und René Desalmand, WDR
- 2006: draussen tobt die dunkelziffer von Kathrin Röggla, Regie: Claude Pierre Salmony, Schweizer Radio
- 2006: Radio till you drop von Michael Stauffer, Regie: Claude Pierre Salmony, Schweizer Radio
- 2007: Vom Schwinden der Schwerkraft von Gerhard Meister, Regie: Claude Pierre Salmony, Schweizer Radio
- 2007: Die beiden Freundinnen und ihr Giftmord von Alfred Döblin, Regie: Charles Benoit, Schweizer Radio
- 2009: Casting oder Wir können uns gerne diezen, Regie: Claude Pierre Salmony, Schweizer Radio
- 2012: Kein Licht. von Elfriede Jelinek, Regie: Leonhard Koppelmann, BR
- 2012: Elena weiß Bescheid von Claudia Piniero, Regie: Angeli Backhausen, WDR
- 2012: Das großartige Mimei von Michael Stauffer, Regie: Michael Stauffer
- 2013: Wovon wir träumten, Regie: Beate Andres, HR
- 2013: Geschichte einer Liebe – Adele Schopenhauer und Sibylle Mertens-Schaaffhausen von Angela Steidele, Regie: Silke Hildebrandt, HR
- 2014: Ingo Schulze: Das „Deutschlandgerät“ – Regie: Stefan Kanis, – MDR
- 2017: Juli Zeh: Leere Herzen, Regie: Thomas Wolfertz
- 2018: Judith Schalansky: Verzeichnis einiger Verluste, Regie: Clarisse Cossais
- 2019: Andres Veiel: Let them eat money, Regie: Ulrich Lampen, rbb/DLF Kultur
- 2020: Ann Petry: The Street – Die Straße, Hörbuch, Speak Low
- 2020: Ursula März: Tante Martl, Hörbuch, USM Audio
- 2021: Nastassja Martin: An das Wilde glauben, Hörbuch, Speak Low
- 2021: Leslie Jamison: Es muss schreien, es muss brennen, Hörbuch, Speak Low
- 2022: Angela Steidele: Anne Lister – eine erotische Biographie, Hörspiel, hr2
- 2022: Lucy Fricke: Die Diplomatin, Hörbuch, Speak Low

## Auszeichnungen
- 2002/03: Nachwuchsschauspielerin des Jahres Platz 3, Theater heute
- 2011: Beste Darstellerin, Hessische Theatertage 2011
- 2011: Nominierung für den Theaterpreis Der Faust 2011 für die Rolle der Cäcilie in Stella
- 2021: Nominierung für den Deutschen Hörbuchpreis Beste Interpretin für „The Street“